# 大栄インターチェンジ
大栄インターチェンジ（たいえいインターチェンジ）は、千葉県成田市南敷にある東関東自動車道のインターチェンジである。

## 道路
- E51 東関東自動車道（11番）
- 国道51号

## 料金所
- ブース数：6

### 入口
- ブース数：2
  - ETC専用：1
  - 一般：1

### 出口
- ブース数：4
  - ETC専用：1
  - 一般：3

## 歴史
- 1985年2月27日：成田IC - 大栄IC間開通
- 1986年3月28日：大栄IC - 佐原香取IC間開通

## 接続する道路
- 国道51号

## 周辺
- 千葉県道70号大栄栗源干潟線（旧︰東総有料道路） - 旭・銚子方面
- 日本自動車大学校
- 大栄病院
- 成田市立桜田小学校
- 成田市立大須賀小学校

## 隣
E51 東関東自動車道
(9-1/10)成田JCT/IC - (10-1)大栄JCT - 大栄PA - (11)大栄IC - (12)佐原香取IC